# Ulica Generała Józefa Hallera w Rybniku
Ulica Generała Józefa Hallera w Rybniku – jedna z głównych ulic w centrum Rybnika.
W 2022 roku w połowie lutego ruszyły prace nad budową wielorodzinnego budynku mieszkalnego wraz z lokalami usługowymi.
Zostaną wyremontowane i zmodernizowane dwa zabytkowe budynki z cegły, pochodzące ze schyłku XIX wieku pozostałości po dawnej rzeźni.

## Obiekty w pobliżu
- sąd rejonowy[4],
- targowisko miejskie[5],
- rzeka Nacyna,
- biura,
- sklepy.
- Galeria sztuki Rzeczna